# Путьково (Витебская область)
Путьково (белор. Пуцькава) — деревня в Воропаевском сельсовете Поставского района Витебской области Белоруссии.

## История
В 1780 году деревня впервые упоминается в метрических книгах Лучайского костела:
```
   «Путьково (Puckowo). 9 апреля 1780 года ксендз Михаил Новоселецкий окрестил девочку по имени Ева, дочь Павла и Марианны Дубовиков. Крестными были Матей Лещик и Катарина Татарчукова»
[
2
]
.
```